# ABC Software
ABC Software is een Zwitserse distributeur van computerspellen. Het bedrijf werd opgericht in 1991 en bestaat uit twee onderdelen: het hoofdkantoor in de plaats Buchs (ABC Software Switzerland) en de Oostenrijkse vestiging (ABC Software Switzerland), opgericht in 1993. Het bedrijf werd overgenomen door Electronic Arts op 28 juli 1998.